# Геологический компас
Геологи́ческий ко́мпас (Горный компас) — специализированный компас для определения направления и азимута падения и угла наклона (падения), угломерный прибор.

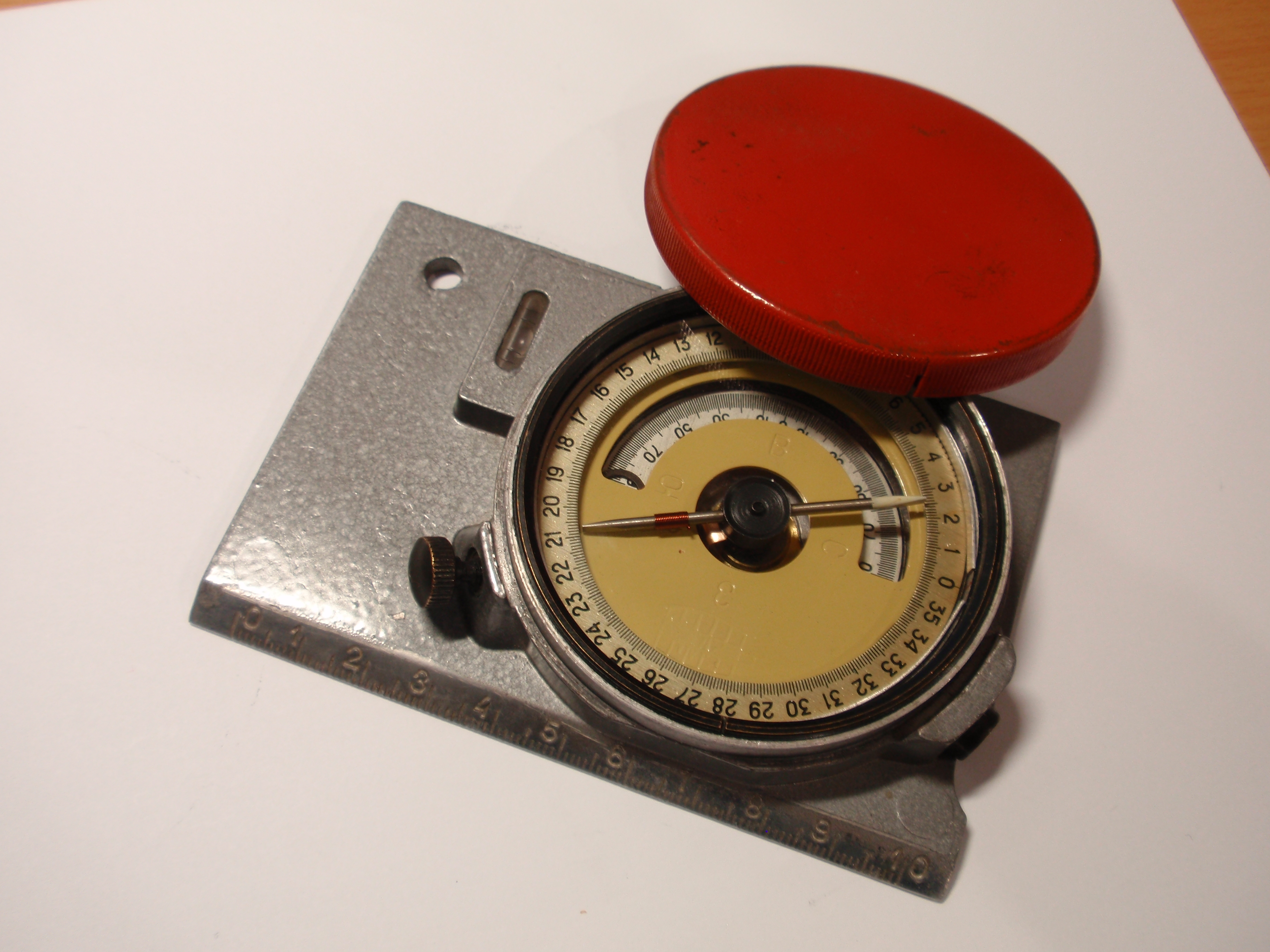
Советский геологический компас ГК-2

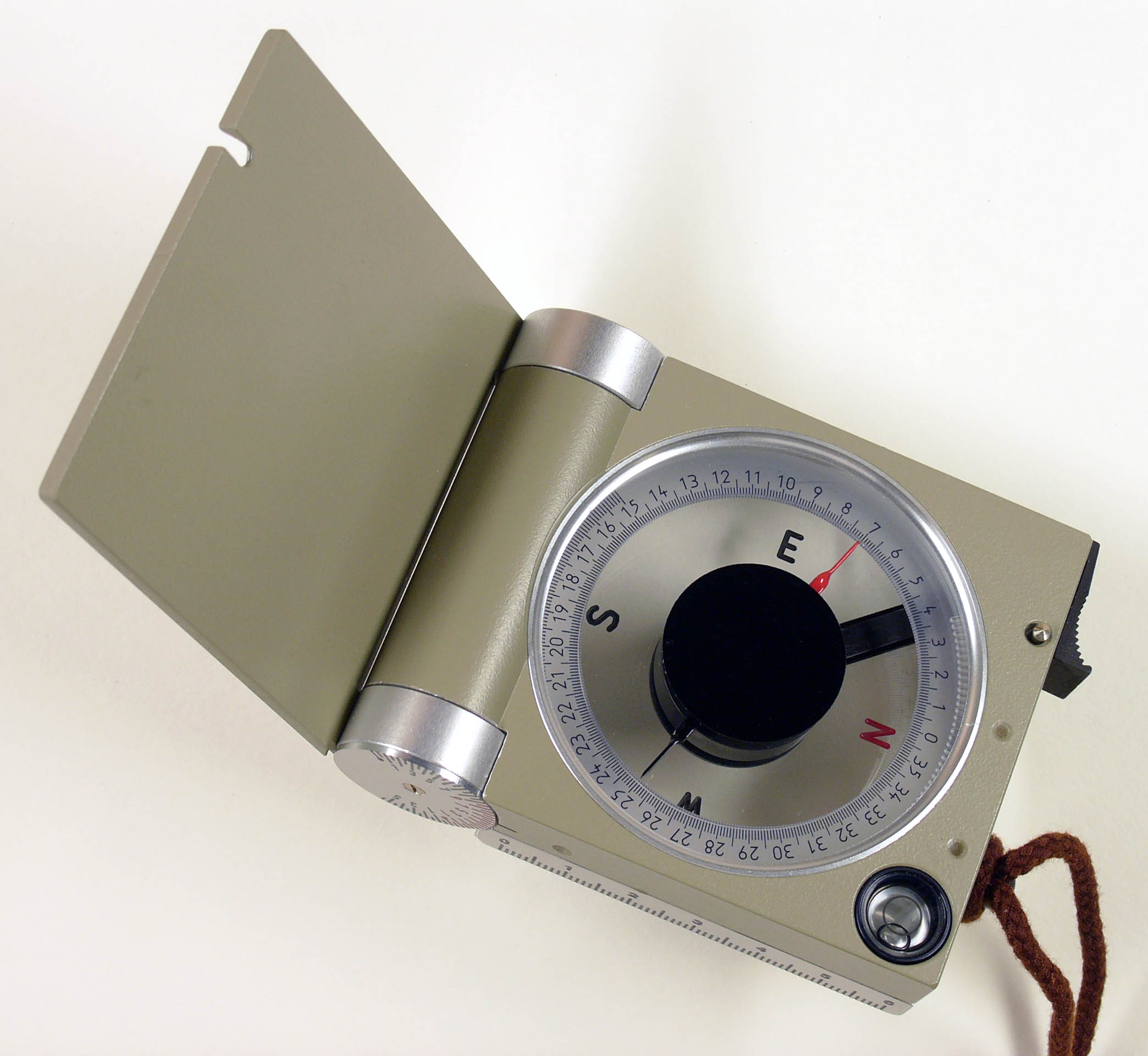
Австрийский и немецкий геологический компас

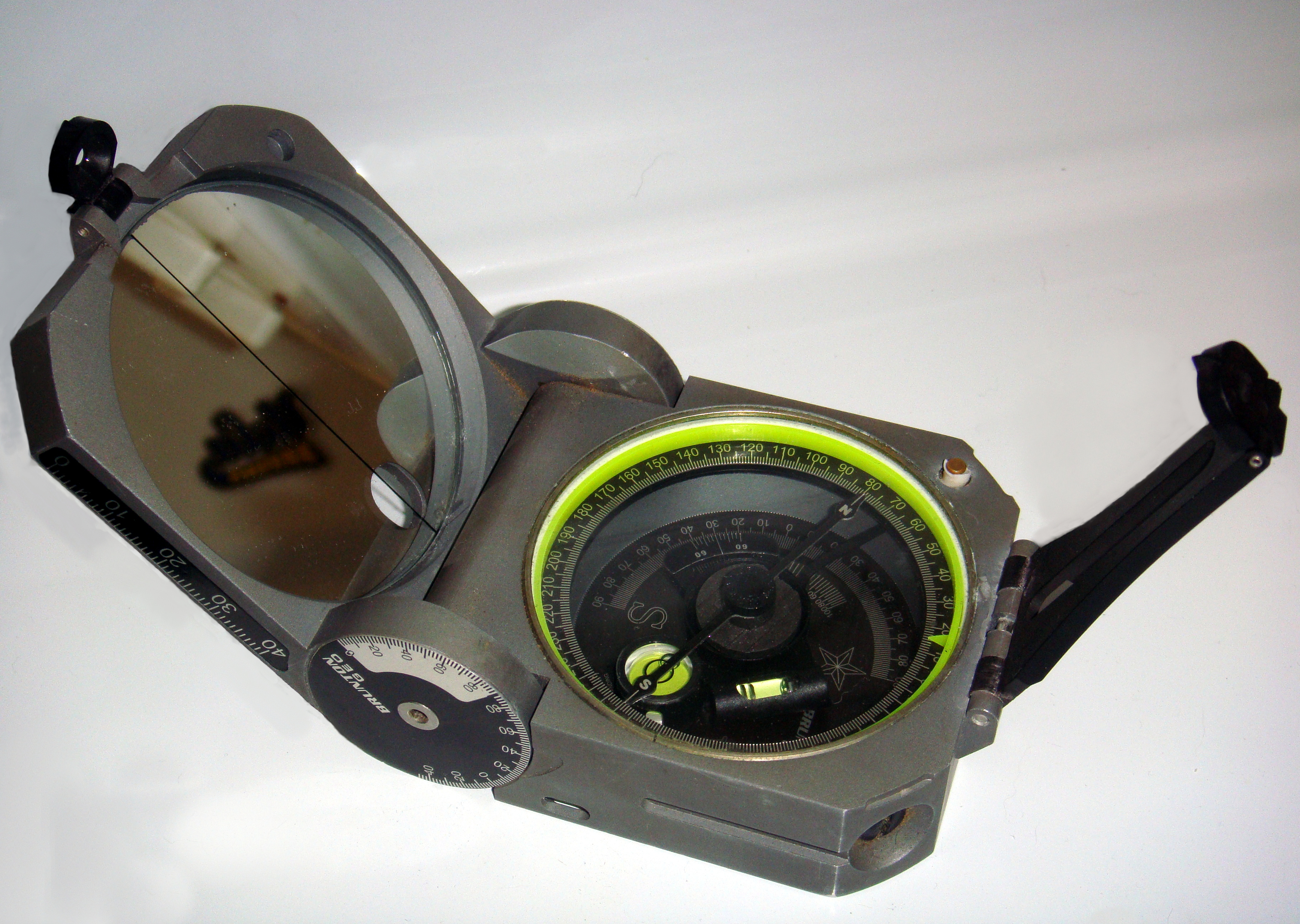
Горный компас Брантона

## История

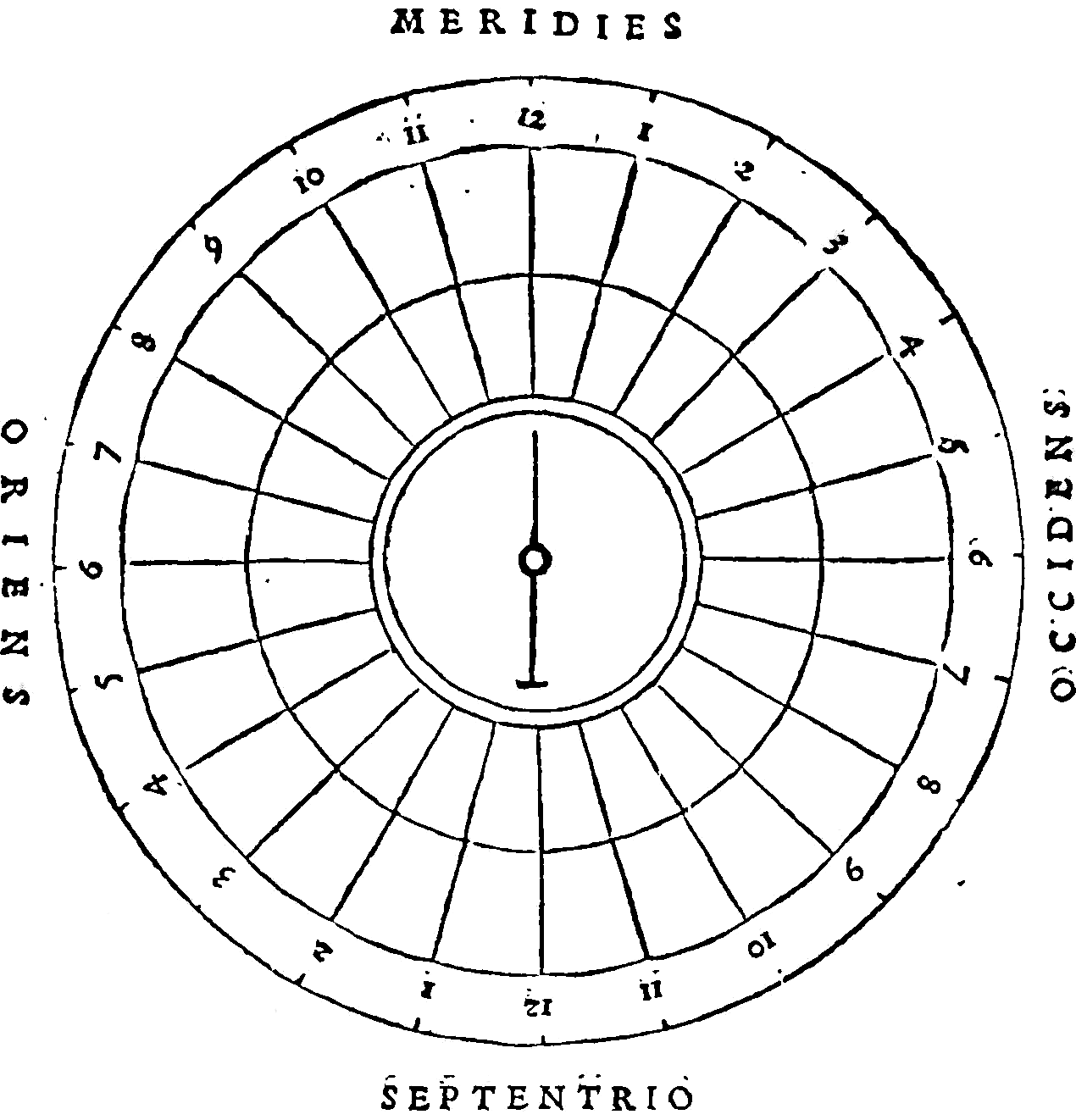
Изображение горного компаса в книге Г. Агриколы De re metallica, 1556

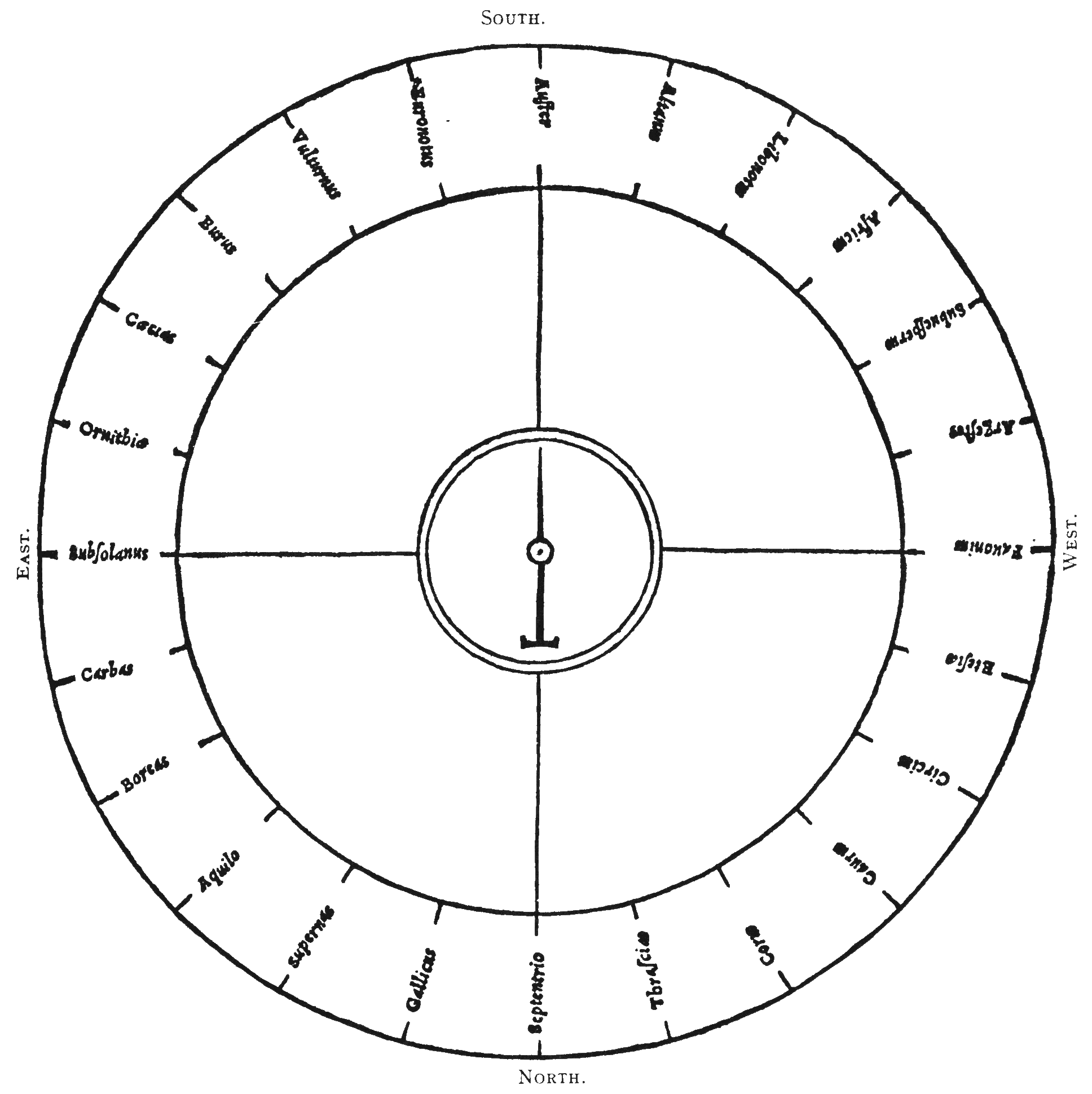
Предложения Г. Агриколы по именованию направлений простирания

Георгий Агрикола в книге «О горном деле и металлургии»(ориг. De re metallica, 1556) описал принципы работы горного компаса. Также Агриколой было предложено именовать направления простирания рудных тел в соответствии с названиями соответствующих преобладающих ветров (см. иллюстрацию).
Австрийский геологом и профессор Эберхард Клар (1904—1995) стандартизировал компас в 1954 году.

## Устройство компаса
Его обычно монтируют на прямоугольной пластине (латунной, алюминиевой или же из пластмассы). На лимбе компаса деления идут от 0° до 360° против! часовой стрелки (и в этом отличие горного компаса от всех остальных). У обозначения 0° стоит буква С (север), у 90° буква В (восток), у 180° буква Ю (юг), у 270° буква 3 (запад). С (север) и Ю (юг) расположены против коротких сторон компаса, В (восток) и 3 (запад) — против его длинных сторон. В центре компаса установлена короткая вертикальная ось, вокруг которой в горизонтальной плоскости может вращаться магнитная стрелка с чёрным (синим) северным и светлым (красным) южным концами.
Посредством арретира n магнитная стрелка может быть приподнята кверху, прижата к стеклу компаса и выведена из действия или, наоборот, опущена на остриё вертикальной оси и введена в действие.
При помощи магнитной стрелки и лимба определяют азимуты различных направлений вообще, а также азимуты простирания и падения слоёв.
Второй частью компаса являются клинометр (отвес К) и полулимб с делениями от 0° до 90° в обе стороны. Клинометром и делениями на полулимбе определяют углы падения слоёв.

## Методы измерения
При помощи геологического молотка очищают на породе площадку, соответствующую естественной слоистости породы. Если хотят вначале определить положение линии простирания пласта (при углах падения > 10°), придают пластинке компаса вертикальное положение. Прикладывают длинную сторону компаса к плоскости (естественной площадке) пласта так, чтобы клинометр показывал 0°. Вдоль длинной стороны пластинки компаса прочёркивают линию, которая указывает направление простирания пласта. Если сначала хотят определить положение линии падения (при малых углах падения пласта), придают пластинке компаса вертикальное положение. Прикладывают длинную сторону компаса к плоскости пласта так, чтобы клинометр показывал максимальный угол. Это и будет угол падения слоя. По длинной стороне пластинки компаса прочёркивают линию, которая указывает направление падения слоя.

### Определения азимутов падения и простирания
Когда на очищенной площадке пласта прочерчены линии простирания и падения слоя, определяют азимут его падения. Для этого короткой южной стороной компас прикладывают к линии простирания так, чтобы его северная короткая сторона была обращена в сторону падения слоя. Компасу придают горизонтальное положение. Опускают арретиром магнитную стрелку, дают ей успокоиться и по её северному концу отсчитывают на лимбе азимут падения слоя. Затем магнитную стрелку арретиром приподнимают и прижимают к стеклу компаса.
Зная азимут падения слоя, вычисляют оба азимута его простирания. Для определения одного из них к азимуту падения прибавляют 90°, а для определения другого из азимута падения вычитают 90°. Главным азимутом простирания считается тот, от которого падение слоя либо же плоскости сместителя нарушения или трещины уходит вправо (+90°). Если всё же хотят при помощи компаса найти азимуты простирания, то придают компасу горизонтальное положение. Длинную сторону его прикладывают к линии простирания и отсчитывают по северному же концу стрелки  на лимбе азимут простирания слоя. Для получения другого азимута к отсчитанному азимуту прибавляют 180°.
Так как, зная азимуты простирания слоя, нельзя вычислить азимут его падения, то совершенно ясно, что удобнее сначала определить азимут падения. 

### Измерение угла падения пласта
Допустим, нужно определить угол падения слоя а, кровля которого ВС, подошва DE . Для его измерения придают пластинке компаса вертикальное положение. Длинную сторону компаса прикладывают к кровле слоя а. Клинометр MZ покажет на полулимбе угол KMZ, равный искомому углу падения ABC (углы с взаимно-перпендикулярными сторонами).
Измерять элементы залегания пород необходимо для изучения геологического строения недр в местах естественных выходов пород на поверхность. Эти выходы, или обнажения пород позволяют установить не только состав пород, но и взаимное расположение и особенности залегания пластов, сложенных ими. Взаимное расположение пластов может быть согласным или несогласным.